# Le Bernard

Le Bernard este o comună în departamentul Vendée, Franța. În 2009 avea o populație de 990 de locuitori.